# Jacobus van Egmond
Jacobus Johannes „Jacques” van Egmond  (ur. 17 lutego 1908 w Haarlemie, zm. 9 stycznia 1969 tamże) – holenderski kolarz torowy, dwukrotny medalista olimpijski oraz złoty medalista mistrzostw świata.

## Kariera
Igrzyska w Los Angeles w 1932 roku były jego jedynym występem olimpijskim. Triumfował w sprincie i był drugi na dystansie 1 km ze startu zatrzymanego. W 1933 zdobył złoty medal w sprincie indywidualnym amatorów podczas mistrzostw świata w Paryżu. W latach 1931, 1932 i 1933 był amatorskim mistrzem Holandii. W 1934 przeszedł na zawodowstwo i wywalczył kolejne trzy tytuły mistrza kraju (1934, 1935, 1936).